# Andrass Samuelsen
Andrass Samuelsen (Haldarsvík, 1873. július 1. – Fuglafjørður, 1954. június 30.) feröeri politikus, a Sambandsflokkurin (Unionista Párt) egykori tagja és elnöke. Az autonómiatörvény 1948-as életbe lépése után Feröer első miniszterelnöke volt.

## Pályafutása
1906 és 1950 között a Løgting tagja volt. 1913-1916 és 1918-1939 között a Folketingben, 1917-1918 között a Landstingben is képviselő volt. 1924-től 1948-ig az unionisták elnöke volt, az autonómiatörvény 1948-as életbe lépése után pedig Feröer első miniszterelnöke. (A løgmaður tisztséget ezzel egy 1816 óta tartó szünet után állították vissza.)

## Magánélete
Szülei Katrina Malena szül. Mikkelsen és Sámal Joensen Haldarsvíkből. Felesége Beata Emilia, szül. Lindenskov Tórshavnból. Fia, Georg Lindenskov Samuelsen a Dimmalætting kiadója volt csaknem 50 évig, unokája, Lisbeth L. Petersen (1939–2024) pedig az első nők között vállalt szerepet a feröeri politikában.

## Fordítás
- Ez a szócikk részben vagy egészben az Andrass Samuelsen című német Wikipédia-szócikk ezen változatának fordításán alapul.  Az eredeti cikk szerkesztőit annak laptörténete sorolja fel. Ez a jelzés csupán a megfogalmazás eredetét és a szerzői jogokat jelzi, nem szolgál a cikkben szereplő információk forrásmegjelöléseként.